# Magnétogaine
La magnétogaine est la région de l'espace située entre la magnétopause et l'arc de choc de la magnétosphère d'une planète. Le champ magnétique régulièrement organisé généré par la planète devient faible et irrégulier dans la magnétogaine en raison de son interaction avec le vent solaire entrant, et est incapable de dévier complètement les particules fortement chargées. La densité des particules dans cette région est considérablement inférieure à celle trouvée au-delà de l'arc de choc, mais supérieure à celle de la magnétopause, et peut être considérée comme un état transitoire.

Schéma de la magnétosphère terrestre, montrant la position relative de la magnétogaine (magnetosheath).

La recherche scientifique sur la nature exacte de la magnétogaine a été limitée en raison d'une idée fausse, qui a longtemps existé, selon laquelle il s'agissait d'un simple sous-produit de l'interaction entre l'arc de choc et la magnétopause et n'avait pas de propriétés intrinsèquement importantes. Des études récentes indiquent toutefois que la magnétogaine est une région dynamique de flux de plasma turbulent qui peut jouer un rôle important dans la structure de l'arc de choc et de la magnétopause, et pourrait aider à dicter le flux de particules énergétiques à travers ces frontières.
La magnétogaine de la Terre occupe typiquement la région de l’espace située à environ 10 rayons terrestres du côté de la Terre qui fait face au vent solaire (côté faisant face au Soleil) et s’étend considérablement plus loin du côté opposé au vent solaire en raison de la pression du vent solaire. L'emplacement et la largeur exacts de la magnétogaine dépendent de variables telles que l'activité solaire.